# Alain Therrien
Pour les articles homonymes, voir Therrien.
Alain Therrien, né le 6 juillet 1966 à Verdun (Québec), est un économiste, enseignant et homme politique canadien. 
Il est député de la circonscription de La Prairie à la Chambre des communes pour le Bloc québécois depuis les élections fédérales de 2019.
Auparavant, il était député pour le Parti québécois à l'Assemblée nationale du Québec, où il a représenté la circonscription de Sanguinet à partir des élections générales de 2012. Réélu lors des élections générales de 2014, il est défait en 2018 par Danielle McCann, candidate de la Coalition avenir Québec.

## Biographie

### Études
Alain Therrien est détenteur d'un baccalauréat et d'une maîtrise en sciences économiques de l'Université du Québec à Montréal.

### Carrière politique
Therrien est défait à deux reprises par la libérale Liza Frulla lors des élections générales québécoises de 1994 et de 1998 dans la circonscription de Marguerite-Bourgeoys avant d'être élu député de la circonscription de Sanguinet lors des élections générales québécoises de 2012 qui voit le Parti québécois de Pauline Marois être porté au pouvoir, sans toutefois réussir à aller chercher une majorité de sièges. Therrien est subséquemment nommé adjoint parlementaire au ministre des Relations internationales, de la Francophonie et du Commerce extérieur de septembre 2012 à mai 2013, puis adjoint parlementaire au ministre des Finances et de l'Économie de mai 2013 à mars 2014 lors d'un remaniement ministériel.  
Il est réélu lors des élections générales québécoises de 2014, mais le Parti québécois n'est pas reporté au pouvoir, et c'est le Parti libéral du Québec, dirigé par Philippe Couillard, qui reprend les rênes de la province avec une majorité de sièges. Il ne réussit pas à se faire élire à nouveau lors des élections générales québécoises de 2018 et doit ainsi céder la députation de Sanguinet à la future ministre de la santé, Danielle McCann, de la Coalition avenir Québec. 
Alain Therrien décide de retenter sa chance, cette fois lors des élections fédérales canadiennes de 2019 sous la bannière du Bloc québécois et réussit son pari. Il remporte la députation de la circonscription de La Prairie avec 41,76 % d'appui, devançant ainsi le candidat libéral Jean-Claude Poissant qui récolte 36,56 % du vote de cette circonscription de l'est de la Montérégie. Admis cette fois-ci à la Chambre des communes du Canada, Therrien occupe pour le Bloc québécois le rôle de leader parlementaire, menant les travaux législatifs de son parti au sein de la chambre.

#### Controverse
Le 17 juin 2020, Therrien est qualifié de « raciste » par Jagmeet Singh (Nouveau Parti démocratique) à la Chambre des communes, après que le Bloc québécois et son leader parlementaire, Therrien, aient empêcher le consentement unanime sur une motion visant à lutter contre le racisme et la discrimination systémiques à la Gendarmerie royale du Canada (GRC). Singh est renvoyé de la Chambre des communes après avoir refusé de s'excuser. Après la session, Singh témoigne que Therrien a également fait un geste méprisant vers lui. Le Bloc québécois quant à lui précise que, puisque le comité de la sécurité publique et nationale devait se pencher sur la question du racisme systémique à la GRC quelques jours plus tard, le refus de consentement visait à éviter d'imposer au comité des conclusions avant qu'il n'ait terminé ses travaux. À la suite de ces événements, le site journalistique PressProgress, une filiale de la Broadbent Institute (nommé en l'honneur de l'ancien chef du NPD: Ed Broadbent) une institution qui se décrit elle-même comme étant un think thank social-démocrate, publie un article sur une publication du député de La Prairie, apparu sur le site de réseautage Facebook sur sa page officielle. Dans cet article, il y est décrit comment Therrien, après avoir ouvertement critiqué une motion similaire avancé par Québec solidaire lorsqu'il siégeait comme député provincial de Sanguinet qui visait à dénoncer l'islamophobie, a par la suite partagé sur les médias sociaux des liens vers des articles du controversé blogueur André Lamoureux, partisan du Rassemblement pour la laïcité et de la Coalition Laïcité Québec. Les articles d'André Lamoureux nient entre autres la présence d'islamophobie au Québec tout en entretenant des visions anti-islam, anti-immigration et anti-intégrisme religieux,,,. L'article qu'Alain Therrien avait partagé décrivait en particulier comment Lamoureux conçoit que l'islamophobie est un concept frauduleux et un détournement idéologique et craint que l'intégrisme islamique ne s'installe au Québec et nuise à la liberté d'expression. Dans une capture d'écran produite par PressProgress, on peut y voir Alain Therrien en recommander la lecture en le qualifiant de « texte très solide ».  Le chef du NPD a toujours refusé de s'excuser pour son insulte à l'endroit d'Alain Therrien, et a même reçu l'appui du premier ministre Justin Trudeau.

## Résultats électoraux
|                                                                                               | Nom                      | Parti              | Nombre de voix | %      | Maj.  |
| --------------------------------------------------------------------------------------------- | ------------------------ | ------------------ | -------------- | ------ | ----- |
|                                                                                               | Danielle McCann          | Coalition avenir   | 12 986         | 43,5 % | 5 597 |
|                                                                                               | Alain Therrien (sortant) | Parti québécois    | 7 389          | 24,8 % | -     |
|                                                                                               | Maya Fréchette-Bonnier   | Québec solidaire   | 4 390          | 14,7 % | -     |
|                                                                                               | Marcelina Jugureanu      | Libéral            | 4 169          | 14 %   | -     |
|                                                                                               | Antonino Geraci          | Vert               | 456            | 1,5 %  | -     |
|                                                                                               | Nikolai Grigoriev        | Conservateur       | 355            | 1,2 %  | -     |
|                                                                                               | Hélène Héroux            | Marxiste-léniniste | 81             | 0,3 %  | -     |
| Total                                                                                         | Total                    | Total              | 29 826         | 100 %  |       |
| Le taux de participation lors de l'élection était de 72,5 % et 616 bulletins ont été rejetés. |                          |                    |                |        |       |

|                                                                                               | Nom                      | Parti              | Nombre de voix | %      | Maj. |
| --------------------------------------------------------------------------------------------- | ------------------------ | ------------------ | -------------- | ------ | ---- |
|                                                                                               | Alain Therrien (sortant) | Parti québécois    | 10 096         | 35,1 % | 949  |
|                                                                                               | Denis Leftakis           | Coalition avenir   | 9 147          | 31,8 % | -    |
|                                                                                               | Jean Paul Pellerin       | Libéral            | 7 301          | 25,4 % | -    |
|                                                                                               | Christian Laramée        | Québec solidaire   | 1 650          | 5,7 %  | -    |
|                                                                                               | Robert Moreau            | Option nationale   | 271            | 0,9 %  | -    |
|                                                                                               | Alexandre Dagenais       | Conservateur       | 213            | 0,7 %  | -    |
|                                                                                               | Hélène Héroux            | Marxiste-léniniste | 116            | 0,4 %  | -    |
| Total                                                                                         | Total                    | Total              | 28 794         | 100 %  |      |
| Le taux de participation lors de l'élection était de 74,2 % et 613 bulletins ont été rejetés. |                          |                    |                |        |      |

|                                                                                               | Nom                        | Parti              | Nombre de voix | %      | Maj.  |
| --------------------------------------------------------------------------------------------- | -------------------------- | ------------------ | -------------- | ------ | ----- |
|                                                                                               | Alain Therrien             | Parti québécois    | 12 384         | 40,7 % | 2 527 |
|                                                                                               | François Rebello (sortant) | Coalition avenir   | 9 857          | 32,4 % | -     |
|                                                                                               | Jocelyne Bates             | Libéral            | 6 072          | 19,9 % | -     |
|                                                                                               | Frédéric Nadeau            | Québec solidaire   | 1 056          | 3,5 %  | -     |
|                                                                                               | Keven Rousseau             | Option nationale   | 401            | 1,3 %  | -     |
|                                                                                               | Martin McNeil              | Sans désignation   | 315            | 1 %    | -     |
|                                                                                               | André Martel               | Conservateur       | 288            | 0,9 %  | -     |
|                                                                                               | Hélène Héroux              | Marxiste-léniniste | 67             | 0,2 %  | -     |
| Total                                                                                         | Total                      | Total              | 30 440         | 100 %  |       |
| Le taux de participation lors de l'élection était de 80,4 % et 482 bulletins ont été rejetés. |                            |                    |                |        |       |